# Джонсон (округ, Небраска)
Округ Джонсон (англ. Johnson County) — округ, расположенный в штате Небраска (США) с населением в 5217 человек по статистическим данным переписи 2010 года. Столица округа находится в городе Текамсе.

## История
Округ Джонсон был образован в 1855 году и получил своё официальное название в честь бывшего вице-президента США Ричарда Ментора Джонсона.

## География
По данным Бюро переписи населения США округ Джонсон имеет общую площадь в 976 квадратных километров, из которых 974 кв. километра занимает земля и 2 кв. километра — вода. Площадь водных ресурсов округа составляет 0,18 % от всей его площади.

### Соседние округа
- Ото (Небраска) — север
- Немахо (Небраска) — восток
- Пони (Небраска) — юг
- Гейдж (Небраска) — запад
- Ланкастер (Небраска) — угол на северо-западе

## Демография
По данным переписи населения 2010 года в округе Джонсон проживало 4488 человек, 1254 семьи, насчитывалось 1887 домашних хозяйств и 2116 жилых домов. Средняя плотность населения составляла 2 человека на один квадратный километр. Расовый состав округа по данным переписи распределился следующим образом: 93,54 % белых, 0,11 % чёрных или афроамериканцев, 0,40 % коренных американцев, 2,67 % азиатов, 0,02 % выходцев с тихоокеанских островов, 1,29 % смешанных рас, 1,96 % — других народностей. Испано- и латиноамериканцы составили 2,87 % от всех жителей округа.
Из 1 887 домашних хозяйств в 29,60 % — воспитывали детей в возрасте до 18 лет, 58,10 % представляли собой совместно проживающие супружеские пары, в 5,50 % семей женщины проживали без мужей, 33,50 % не имели семей. 29,90 % от общего числа семей на момент переписи жили самостоятельно, при этом 17,70 % составили одинокие пожилые люди в возрасте 65 лет и старше. Средний размер домашнего хозяйства составил 2,35 человек, а средний размер семьи — 2,92 человек.
Население округа по возрастному диапазону по данным переписи 2000 года распределилось следующим образом: 24,20 % — жители младше 18 лет, 5,70 % — между 18 и 24 годами, 24,40 % — от 25 до 44 лет, 23,60 % — от 45 до 64 лет и 22,00 % — в возрасте 65 лет и старше. Средний возраст жителей округа составил 42 года. На каждые 100 женщин в округе приходилось 91,90 мужчин, при этом на каждых сто женщин 18 лет и старше приходилось 90,80 мужчин также старше 18 лет.
Средний доход на одно домашнее хозяйство в округе составил 32 460 долларов США, а средний доход на одну семью в округе — 41 000 долларов. При этом мужчины имели средний доход в 26 282 доллара США в год против 20 799 долларов США среднегодового дохода у женщин. Доход на душу населения в округе составил 16 437 долларов США в год. 6,70 % от всего числа семей в округе и 8,90 % от всей численности населения находилось на момент переписи населения за чертой бедности, при этом 10,50 % из них были моложе 18 лет и 11,10 % — в возрасте 65 лет и старше.

## Основные автодороги
- US 136
- Автомагистраль 41
- Автомагистраль 50
- Автомагистраль 62

## Населённые пункты

### Города и деревни
- Кук
- Краб-Орчард
- Элк-Крик
- Стерлинг
- Текамсе